# 蛇スープ
蛇スープは、爬虫類のヘビを主な食材として使用したスープ。

## 広東式

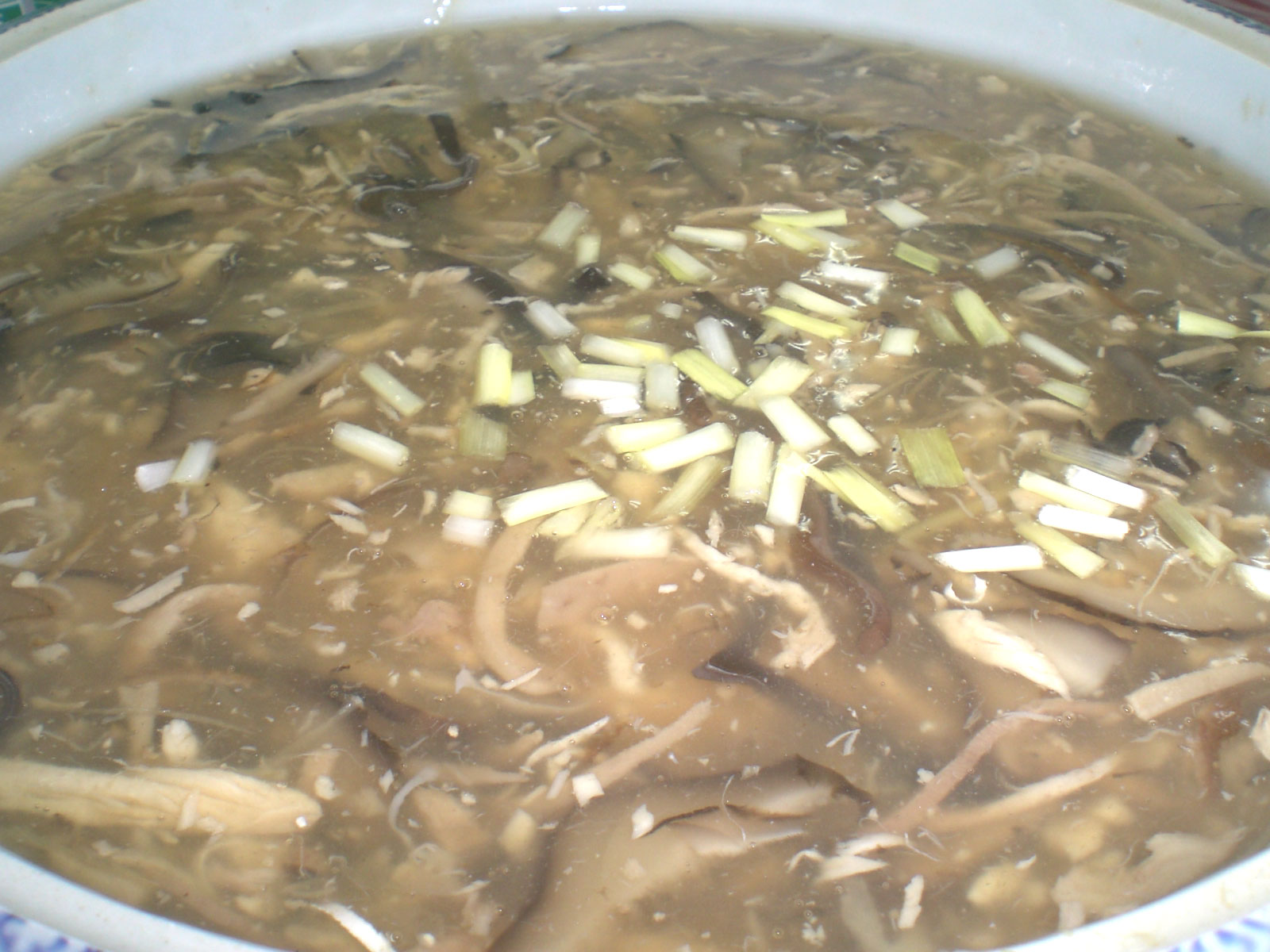
太史五蛇羹

中国料理の中でも特に広東料理は伝統的に蛇（毒蛇含む）を食材として使用しており、広州や香港には、蛇専門の食材店や料理店がある。
中国料理としての蛇スープは、一般的な中華スープ同様に、さらっとした湯（タン (tānɡ)）と、とろっとした羹（カン (ɡēnɡ)）に大きく分かれる。広東の蛇スープも両方あるが、有名なのは「羹」の方であり、「蛇羹」（ショーカン (shéɡēnɡ)。広東語でセーカン (se4gang1)）と呼ばれる。冬眠前の蛇は脂が乗って美味と言われ、「蛇羹」を秋に食べると一冬風邪をひかないと言われている。薬味として、菊の花びら、レモンの葉の細切り、小麦粉をこねて薄く揚げた「薄脆 ボクチョイ (bok6cheui3)」と呼ばれるクラッカーを加えて食べる。香港の蛇食材店の多くは市場にあり、店頭で気軽に「蛇羹」を食べられるようにしている。
- 三蛇羹（三種類の蛇のとろみスープ）
広東料理の一つで、ヒメナンダ、コブラ、マルオアマガサの3種のヘビ肉の細切りを、キクラゲ、しいたけ、生姜、鶏肉、豚肉などと共に煮込み、でん粉でとろみをつけたスープ。
- 五蛇羹（五種類の蛇のとろみスープ）
広東料理の一つで、三蛇羹の食材の他に、ヒャッポダとホウシャナメラの2種のヘビ肉を加えたもの。1904年に科挙で進士となった江孔殷は、役人となり江太史と呼ばれたが、グルメとしても有名で、江太史の屋敷で考案されたので、太史五蛇羹とも呼ばれる。

## 台湾式
広東ほど一般的ではないが、台湾でも各地に蛇スープを提供する店がある。台湾には広東料理店もあるが、台湾の蛇スープ専門店ではさらっとした透明なスープの「湯」を出すのが普通である。中には臭み消しの細切りのショウガなどが入れてある。味が出た後の肉には余り味がないが、タンパク源になるので、皿に出して、醤油を付けて食べる。店によっては、乾燥させて粉砕した蛇の粉末を販売しているが、これをスープに加えるとうま味が増す。